# Walther Flemming

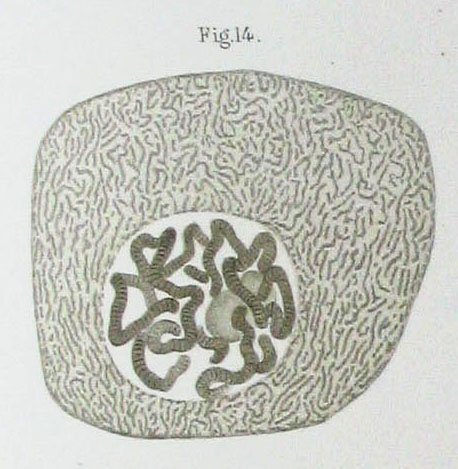
Cromossomas numa célula da glândula salivária de Chironimus, um dos mais de cem desenhos do livro de Flemming Zellsubstanz, Kern und Zelltheilung (1882).

Walther Flemming (Sachsenberg, 21 de abril de 1843 — Quiel, 4 de agosto de 1905) foi um biólogo alemão fundador da citogenética.
Walther Flemming foi um anatomista alemão, nascido na cidade de Sachesenberg, cidade essa hoje chamada de Mecklenburg. Estudou medicina em cinco Universidades alemãs e atuou como médico militar na guerra Franco-Germânica.
Após a sua atuação como médico militar, atuou como professor nas Universidades de Praga e de Quiel. Na Universidade de Quiel atuou além de professor como pesquisador, onde desenvolveu métodos de estudo para os processos de divisão celular, analisando e descrevendo todos os processos cromossômicos no núcleo celular durante o processo de mitose.
Entre suas grandes contribuição para a ciência se destaca o uso de corantes (o primeiro a usar uma especie de corante, usou anilina) onde o uso dos corantes auxiliam na marcação de estruturas celulares, facilitando assim o processo de destaque de regiões da célula.

## Walther Flemming, o pai da citogenética[3]
Através de estudos iniciados por Flemming e posteriormente por Waldeyer, Sutton originou-se a disciplina citogenética, que é o estudo dos cromossomos. Com o avanço das tecnologias da época o estudo dos cromossomos continuou evoluído.
Mas o processo inicial que possibilitou que a citogenética avançasse foi os trabalhos de Flemming onde, através de corantes, possibilitou destacar a região do núcleo denominada por ele de cromatina, região essa onde se encontra os cromossomos.
Flemming investigou o processo de divisão celular e a distribuição dos cromossomos para os núcleos filhos, um processo que chamou de mitose. No entanto, ele não vê a divisão em duas metades idênticas, as cromátides filha. Ele estudou a mitose, tanto in vivo e em preparações coradas, utilizando como fonte de material biológico das barbatanas e brânquias de salamandras. Estes resultados foram publicados pela primeira vez em 1878 e em 1882 no livro seminal Zellsubstanz, Kern und Zelltheilung (1882; substância celular, núcleo e divisão celular). Com base nas suas descobertas, Flemming supôs pela primeira vez que todos os núcleos das células vieram de outro núcleo predecessor – ele cunhou a frase omnis nucleus e nucleus (todo núcleo vem de núcleo) depois de Virchow omnis cellula e cellula.